# Sag’ endlich ja
Sag’ endlich ja ist eine deutsche Filmkomödie aus dem Jahre 1945. Unter der Regie von Helmut Weiss spielt Jenny Jugo die Hauptrolle. Der Film blieb unvollendet.

## Handlung
Annette Müller arbeitet als Sprachlehrerin für Französisch. Zu ihren bereits erwachsenen Schülern zählen der elegante Legationsrat und der etwas jüngere, zurückhaltende Ingenieur. Beide gut aussehenden Männer verlieben sich rasch in die quirlige, junge Frau. Doch Annette hat längst selbst ein Auge auf jemanden geworfen, und zwar auf einen Pianisten, der sich derzeit seinen Lebensunterhalt als Klavierstimmer verdient. Außerdem tritt er noch nebenbei mit seinen Pianokünsten in Bars auf. Nach einigem Werben gelingt es dem Legationsrat schließlich, ein Rendezvous mit Annette in die Wege zu leiten. In der Nacht zuvor hat die Lehrerin einen Traum: in dem ist sie die Braut des Galans von morgen, der zum Botschafter in Paris aufgestiegen ist. Annette sieht sich als Hauptfigur in einem rauschenden Hochzeitsfest. Und so geht die junge Frau tags darauf sehr beschwingt in die Verabredung mit dem Legationsrat. Als dieser sich gegenüber dem Pianisten in der Bar danebenbenimmt, ist sich Annette jedoch ihrer Gefühle nicht mehr so sicher.
Nun richtet sie fortan ihr Augenmerk in Richtung Ingenieur. In ihren Träumen ist der Mann zu einem Präsidenten aufgestiegen, der es mit einer bahnbrechenden Erfindung – er kann den Schall verschwinden lassen – zu Millionen gebracht hat. Im Traum hat dieser Mann nur noch Augen für sie und bietet ihr all sein Geld an. Annette träumt, dass sie das Geld dazu benutzt, alle Eintrittskarten vom ersten Konzert des angehimmelten Pianisten zu kaufen, um ihm einen überwältigenden Erfolg zu bescheren. Doch der stolze Künstler weist ihre Hilfe brüsk zurück. Da greift Annette in ihrem Traum zu einer List und „verkauft“ als Billeteuse am Schalter jede Eintrittskarte gegen einen Kuss von ihr. Der eifersüchtige Ingenieur torpediert jedoch Annettes Einfall, in dem er jeden Schall der musikalischen Darbietung des Pianisten kurzerhand verschwinden lässt. Und so wird das Debütkonzert des Nachwuchsmusikers ein riesiger Flop.
Wieder zurück in der Realität muss sich Annette nun endlich entscheiden. Der Legationsrat soll versetzt werden, und der Ingenieur muss demnächst eine längere Dienstreise antreten. Auch den Pianisten treibt es in die Ferne, hat er doch ein verheißungsvolles Stipendium für einen Aufenthalt in Paris bekommen. Annette eilt allen Dreien nach zum Bahnhof, noch immer unentschlossen, wen sie eigentlich will. Der Pfiff der Lokomotive ertönt und erzwingt Annettes sofortige Entscheidung. In letzter Sekunde springt sie in den Zug, der sie und ihren Pianisten nach Paris bringen soll.

## Produktionsnotizen
Das Drehbuch entstand in Anlehnung an den US-amerikanischen Film Tom, Dick and Harry aus dem Jahr 1941.
Die Dreharbeiten begannen im September 1944 und endeten mutmaßlich zur Jahreswende 1944/45, da Weiss unmittelbar darauf mit den Dreharbeiten zu dem gleichfalls nicht fertiggestellten Film Sag’ die Wahrheit mit Heinz Rühmann begann. Bei Ende des Zweiten Weltkriegs befand sich Sag’ endlich ja im Schnitt. Es fehlten allerdings noch einige Nachaufnahmen.
Horst Winter singt das 1944 von Theo Mackeben für den Film komponierte Lied „Was sagt dein Herz dazu?“.
Die Bauten stammen aus den Händen von Erich Grave und Hans Minzloff. Herstellungsgruppenleiter Eberhard Klagemann, zugleich enger Vertrauter und langjähriger Produzent der Hauptdarstellerin Jenny Jugo, wirkte bei diesem Film auch als Herstellungsleiter. Für den Ton sorgte Georg Brommer.
Nachdem die Fertigstellung des Films scheiterte, entschlossen sich Klagemann und Jugo dazu, die Geschichte unter dem Titel Träum’ nicht, Annette! 1948 neu zu verfilmen. In dieser DEFA-Produktion traten mit Karl Schönböck, Max Eckard und Olga Limburg auch drei der „Sag’ endlich ja“-Darsteller auf.